# 724 Hapag
724 Hapag este un asteroid din centura principală, descoperit pe 21 octombrie 1911, de Johann Palisa.